# Аднан, Этель
Этель Аднан (англ. Etel Adnan, араб. إيتيل عدنان‎, 24 февраля 1925, Бейрут, Ливан — 14 ноября 2021, Париж, Франция) — ливанско-американская поэтесса, эссеистка и художница. В 2003 году академический журнал MELUS: Multi-Ethnic Literature of the United States назвал Аднан «пожалуй, самым известным и успешным арабско-американским автором, который пишет сегодня».
Помимо своей литературной деятельности Аднан выпускала визуальные работы в различных средствах массовой информации, такие как картины маслом, фильмы и гобелены, которые экспонируются в галереях по всему миру.
Проживала в Париже и Сосалито, Калифорния.

## Жизнь
Этель Аднан родилась в 1925 году в Бейруте, Ливан. Мать Аднан была гречанкой-христианкой из Смирны, а её отец — сирийцем-мусульманином и невысокопоставленным офицером. Несмотря на то, что она выросла, разговаривая на греческом и турецком языках в непосредственно арабскоязычном обществе, она получила образование в школах французских монастырей, и французский язык стал языком, на котором она впервые написала свою раннюю работу Она также изучала английский язык в молодости, и большая часть её поздних работ была впервые написана на этом языке.
В возрасте 24 лет Аднан поехала в Париж, где получила степень философии в Парижском университете. Потом она поехала в США, где продолжила обучение в аспирантуре в Калифорнийском университете в Беркли и Гарвардском университете. С 1952 по 1978 года она преподавала философию искусства в Доминиканском университете Калифорнии в Сан-Рафаэле. Она также читала лекции во многих университетах по всей территории США.
Аднан вернулась из США в Ливан и работала журналисткой и культурным редактором газеты Аль-Сафа, французскоязычной газеты в Бейруте. Кроме того, она также помогала наполнять культурный раздел газеты, периодически посылая мультфильмы и иллюстрации. Её пребывание на посту в «Аль-Сафа» было наиболее заметным по её заметкам на первых страницах, где она комментировала важные политические вопросы современности.
В свои последующие годы Аднан начала открыто идентифицировать себя как лесбиянку.
Аднан жила в Париже и Сосалито, Калифорния. Она умерла в Париже 14 ноября 2021 года в возрасте 96 лет.

## Визуальное искусство
Аднан также работала как живописец, её давние абстрактные работы были созданы с помощью ножа для палитры для нанесения масляной краски на холст — часто прямо из трубки — твёрдыми поворотами по всей поверхности картины. В центре внимания композиций, которые часто находятся на красном квадрате, она оставляет интерес в «непосредственной красоте цвета». В 2012 году появляется серия ярко окрашенных абстрактных картин художницы, выставленной в составе documenta в Касселе, Германия.
В 1960-х годах Этель начала использовать арабскую каллиграфию в своих художественных произведениях и книгах, таких как Livres d'Artistes [Книги художника]. Она вспоминает, как часами сидела, копируя слова по арабской грамматике, не пытаясь понять значение этих слов. На её искусство очень сильно влияют ранние художники-хуруфии, в том числе: иракский художник Джавад Салим, палестинский писатель и художник Джабра Ибрахим Джабра и иракский живописец Шакир Хассан аль Саид, который отбросил западную эстетику и принял новую форму искусства, которая была одновременно современной и до сих пор ссылающейся на традиционную культуру, средства массовой информации и технику.
Вдохновлённая японскими лепореллами, Аднан также рисовала пейзажи на складных экранах, которые можно «расширять в пространстве, как отдельно стоящие рисунки».
В 2014 году коллекция картин и гобеленов художницы была выставлена в рамках Биеннале Уитни в Музее американского искусства Уитни.
В 2017 году работа Аднан была включена в групповую выставку, организованную MoMA, „Создавайте простор: женщины-художницы и послевоенные абстракции“, которая собрала известных художников, среди которых Рут Асава, Гертрудес Альтшул, Анни Альберс, Магдалена Абаканович, Лижия Кларк и Лижия Папе и другие.
В 2018 году Массачусетский музей современного искусства устроил ретроспективу художницы под названием „Жёлтое солнце Зелёное солнце жёлтое солнце Красное солнце синее солнце“, включая подборку картин маслом и тушью, а также читальный зал её письменных работ. Выставка исследовала, как опыт чтения стихов отличается от опыта просмотра картины.
Опубликованная в 2018 году «Этель Аднан», биография художницы, написанная Каэлен Уилсон-Голди, исследует творчество художницы как шамана и активиста.

## Награды и признание
- 1977 год: Присуждена премия Франс-Пайс Арабес за её роман Sitt Marie Rose[англ.][26]
- 2010 год: награждена арабско-американской книжной премией[англ.] за сборник рассказов Мастер Затмения[27]
- 2013 год: Её поэтический сборник «Море и туман» получил Калифорнийскую книжную премию за поэзию[28]
- 2013 год: награждена Литературной премией «Лямбда»[укр.][29].
- 2014 год: французское правительство вручило Орден Искусств и литературы[30]
- 2020 год: Сборник стихов Time, избранные произведения Аднан в переводе с французского Сарой Риггс, получает премию Griffin Poetry Prize[англ.][31].

## Произведения

### На английском
- Shifting the silence, Nightboat, 2020
- Time, Nightboat, 2020
- Surge, Nightboat, 2018
- Night, Nightboat, 2016
- Life is a Weaving, Galerie Lelong  (2016) ISBN 978-2-868821-23-2.
- Premonition, Kelsey Street Press  (2014) ISBN 978-0-932716-82-8.
- To look at the sea is to become what one is: An Etel Adnan Reader, edited by Thom Donovan, Brandon Shimoda, Ammiel Alcalay, and Cole Swensen, Nightboat Books (2014)
- Sea and Fog, Nightboat Books (2012)
- Master of the Eclipse (2009)
- Seasons (2008)
- In the Heart of the Heart of Another Country (2005)
- In/somnia (2002)
- There: In the Light and the Darkness of the Self and of the Other (1997)
- To Write in a Foreign Language (1996)
- Of Cities and Women, Letters to Fawwaz (1993)
- Paris, When It's Naked (1993)
- The Spring Flowers Own and the Manifestations of the Voyage (1990)
- The Arab Apocalypse (1989)
- Journey to Mount Tamalpais: An Essay (1985)
- The Indian Never Had a Horse and Other Poems (1985)
- From A to Z Poetry (1982)
- Sitt Marie Rose: A Novel (1978)
- Moon Shots, Sausalito-Belvedere Gazette (1967)[32]
- "The Enemy's Testament" in Where is Vietnam?, Anchor Books (1967, Walter Lowenfels, ed.)

### На арабском
- al-Sitt Mari Ruz: riwayah. (Sitt Marie Rose.), with Jirum Shahin and Firyal Jabburi Ghazul.Al-Qahirah: al-Hayah al-Ammah li-Qusur al-Thaqafah, 2000.
- n mudun wa-nisa: rasail il Fawwaz. (Of Cities and Women.) Bayrut: Dar al-Hihar, 1998.
- Kitab al-bahr; kitab al-layal; kitab al-mawt; kitab al-nihayah, with Abid Azarih. Bayrut: Dar Amwaj, 1994.
- al-Sitt Marie Ruz. Bayrut: al-Mu-assasah al-Arabiyah lil-Dirasat wa-al-Nashr, 1979.

### На французском
- Voyage, guerre, exil, L'Echoppe, 2020
- Un printemps inattendu (entretiens), Galerie Lelong, 2020
- Grandir et devenir poète au Liban, L'Echoppe, 2019
- Tolérance, L'Echoppe, 2018
- Nuit, Editions de l'Attente, 2017
- La vie est un tissage, Galerie Lelong, 2016 ISBN 978-2-868821-21-8
- Mer et brouillard, Editions de l'Attente, 2017
- A propos de la fin de l'Empire Ottoman, Galerie Lelong, 2015
- Le Prix que nous ne voulons pas payer pour l'amour, Galerie Lelong, 2015
- Prémonition, Galerie Lelong, 2015
- Là-bas, Editions de l’Attente, 2013
- Paris mis a nu. France: Éditions Tamyras, 2011, translated by Martin Richet.
- Ce ciel qui n'est pas. Paris: L'Harmattan, 1997.
- Ce ciel qui n'est pas. Bilingual edition (French-Arabic): Tunis: Tawbad, 2008.
- Rachid Korachi: Ecriture passion, with Rachid Korachi and Jamel-Eddine Bencheikh. Alger: Galerie Mhamed Issiakhem, 1988.
- L'apocalypse arabe. Paris: Papyrus Éditions, 1980.
- Sitt Marie Rose. Paris: Des Femmes, 1978.
- Jbu: Suivi de l'Express Beyrouth enfer. Paris: P.J. Oswald, 1973.